# Eleocharis subarticulata
Eleocharis subarticulata är en halvgräsart som först beskrevs av Christian Gottfried Daniel Nees von Esenbeck, och fick sitt nu gällande namn av Johann Otto Boeckeler. Eleocharis subarticulata ingår i släktet småsäv, och familjen halvgräs. Inga underarter finns listade i Catalogue of Life.